# Polemarc (càrrec)
Un polemarc o polemarca (en grec antic πολέμαρχος polémarkhos) era un magistrat de l'antiga Grècia.
A Atenes el polemarc era un alt comandant militar, i ja apareix a la batalla de Marató on tenia el comandament de l'ala dreta; amb el temps el càrrec va deixar de ser militar i va esdevenir (segle iv) un encarregat o superintendent dels residents estrangers, similar al pretor peregrí dels romans. Aristòtil diu que el polemarc tenia la mateixa missió amb els estrangers (metecs) que l'arcont amb els ciutadans. El polemarc feia un sacrifici cada any a Àrtemis en commemoració del vot fet per Cal·límac després de la Batalla de Marató en honor de tots els caiguts.
El càrrec existia també entre els pobles doris, com Esparta i entre els pobles eolis, a diverses ciutats de Beòcia i Tessàlia, on igualment va estar relacionat amb afers militars, bé per dirigir exèrcits a l'exterior o bé per ocupar-se de l'exèrcit a casa en temps de pau organitzant les defenses, o ambdues coses.
Els polemarcs espartans tenien un rang proper als reis quan estaven de servei a l'estranger, i generalment eren membres d'alguna de les cases reials. El seu nombre era de sis i formaven part del consell de guerra reial; també tenien la custòdia de les taules públiques (Sissícia) on els militars menjaven en unió reforçant el seu esperit militar; tanmateix, disposaven d'un cert poder judicial.
A Tebes hi havia dos polemarcs elegits cada any, que en temps de pau tenien el poder executiu de l'estat i el comandament de la ciutat amb una força a les seves ordes, i podien ordenar la detenció de qualsevol ciutadà que pels seus actes hagués pogut ser condemnat a mort. Eren, però, diferents dels beotarques, als quals sembla que estaven sotmesos. També existien a Tèspies.
Hi havia també polemarcs a Etòlia i Arcàdia. En aquest darrer país, els polemarcs de Cineta s'ocupaven de les portes de la ciutat i guardaven les claus en el seu poder.